# Florent Carton Dancourt
Florent Carton Dancourt, född den 1 november 1661 i Fontainebleau, död den 6 december 1725 i Courcelles-le-Roi, var en fransk dramatiker och skådespelare.
Dancourt skrev ett antal omtyckta lustspel, av vilka några spelades för Karl XII av Rosidors sällskap. Le Chevalier à la mode (1687; svensk översättning "Den alamodiske cavalieren", tryckt 1747), Les fonds perdus ("Den bedragna frikostigheten", 1773), L'impromptu de garnison, av anonym författare, endast lindrigt bearbetad av Dancourt ("Den illfänige friaren", 1768) med flera ha en livlig dialog och lyckliga infall. Dancourt behandlades i arbeten av Charles Barthélemy (1882) och Jules Lemaître (samma år).